# 愛媛県道47号新居浜別子山線
愛媛県道47号新居浜別子山線（えひめけんどう47ごう にいはまべっしやません）は、愛媛県新居浜市を通る県道（主要地方道）である。

## 概要
国道11号の新居浜市街地の東城交差点と新居浜市別子山を連絡する道路である。新居浜市街地から四国山地の中腹、標高1000 m程度まで一気に登るために冬季は積雪があるが、渓流沿いに行く道の沿線には夏は紫陽花、秋は紅葉の美しい景色を観光できる。

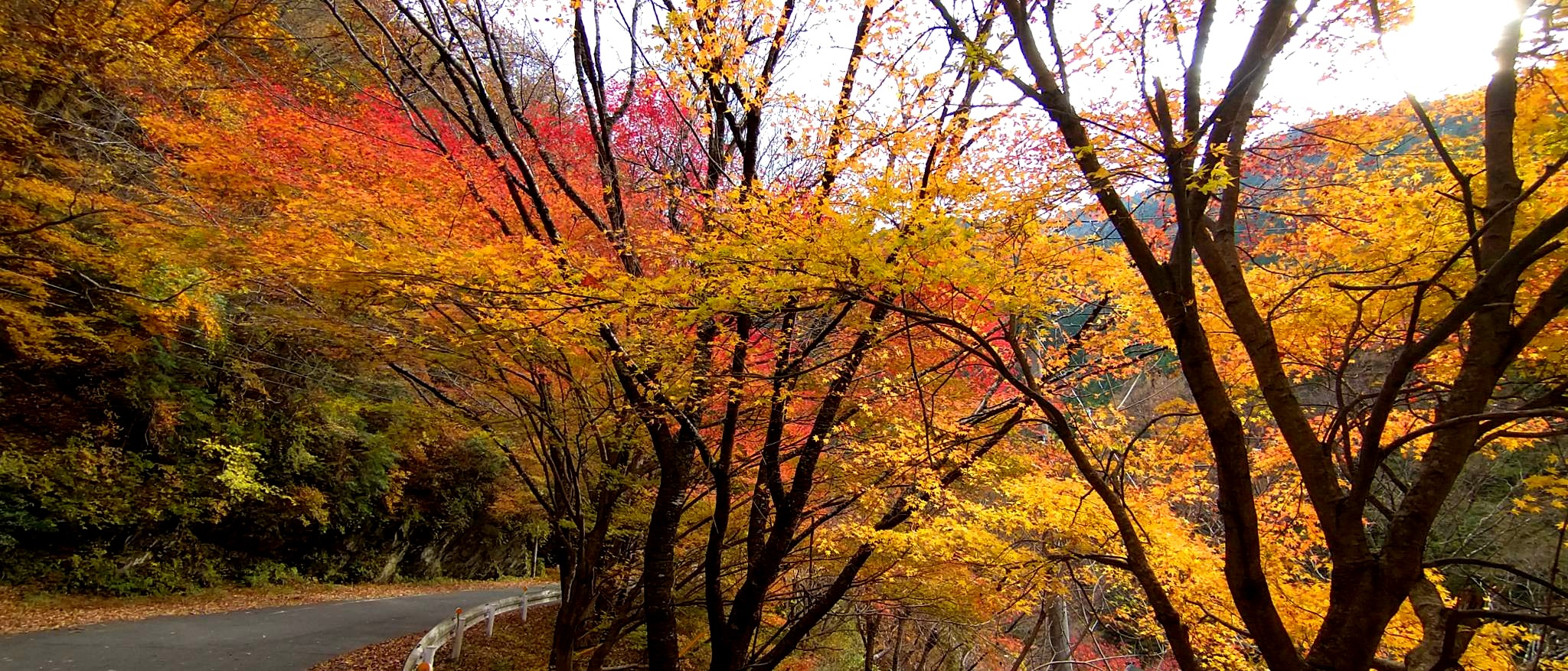
別子支所から西へ数キロ

### 路線データ
- 起点：新居浜市喜光地町（国道11号・愛媛県道11号新居浜角野線交点）
- 終点：新居浜市別子山瀬場（愛媛県道6号高知伊予三島線交点）

## 歴史
- 1993年（平成5年）5月11日 - 建設省から、県道新居浜山城線の一部が新居浜別子山線として主要地方道に指定される[1]。

## 路線状況

### 別名
- 別子・翠波はな街道、別子ライン

### 道路施設
- 新田橋
- 青龍橋（新居浜市立川町）：ループ橋。第一と第二の二つの橋からなる。周辺環境への配慮やコスト縮減、優れた耐震性を持つ構造を採用したことなどが評価され、平成22年度全建賞（全日本建設技術協会）受賞[2]
- 霞トンネル・風花トンネル・野分トンネル（新居浜市大永山）：バイパス道に設置された三連トンネル。
- 天空のコーナー 大永山ヘアピンカーブ（新居浜市大永山）
- 大永山トンネル：新居浜市大永山 - 同市別子山間に所在し、新居浜市と旧別子山村を最高所で結ぶ。延長1159.0 m、幅6.5 m、高さ4.5 m、1990年（平成2年）11月開通[3]。

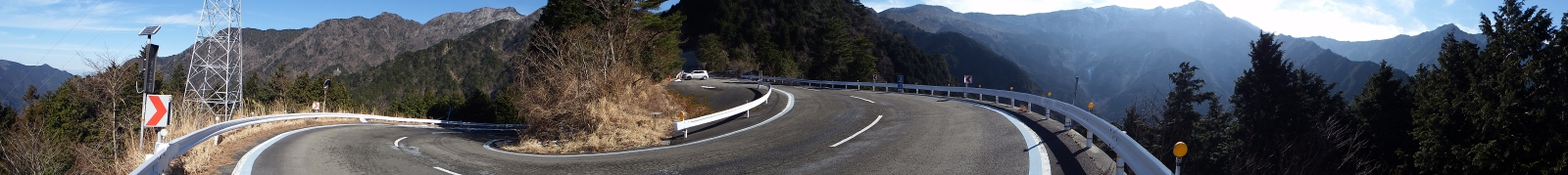
天空のコーナー 大永山ヘアピンカーブ

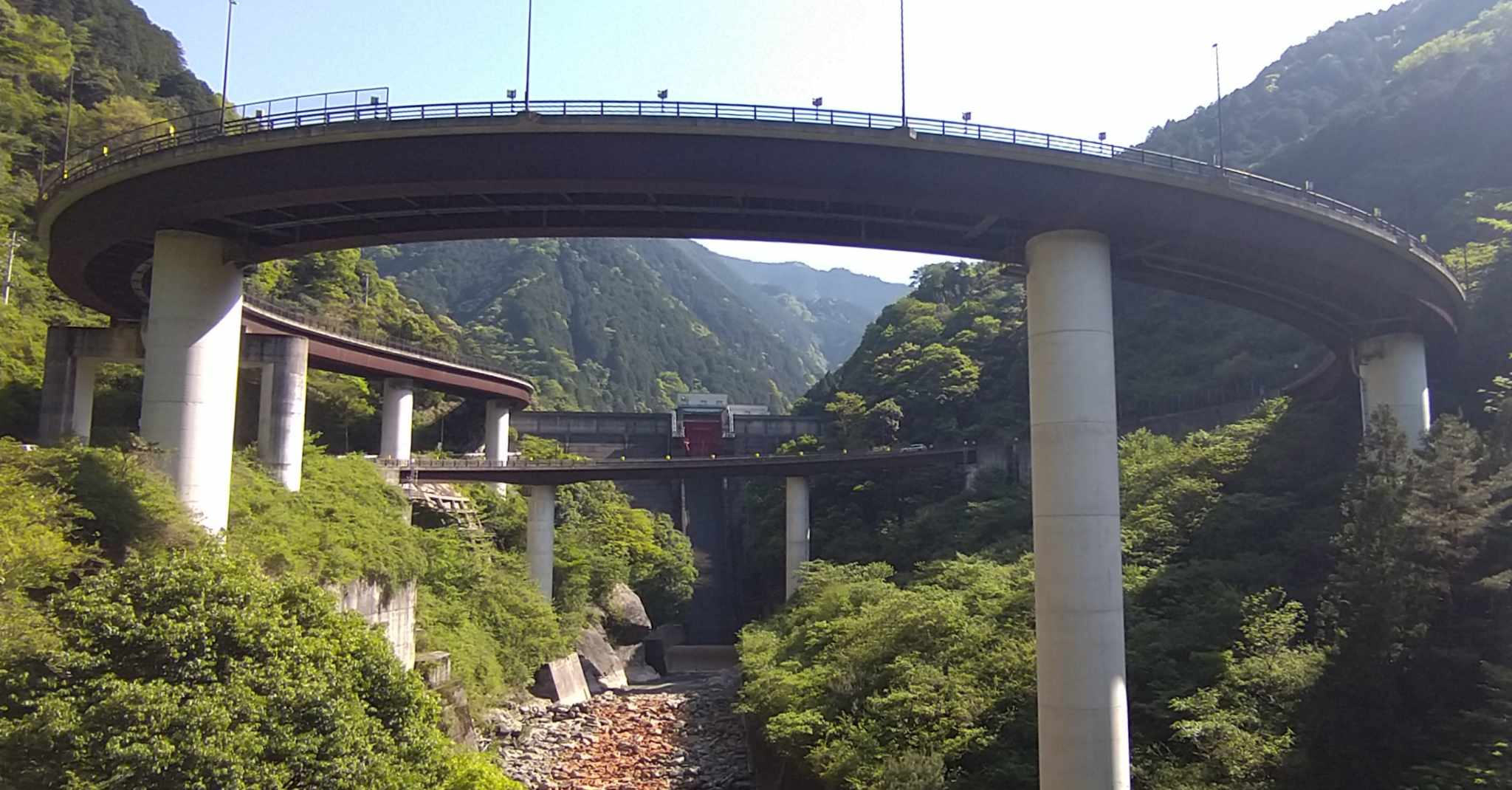
鹿森ダムと青龍橋
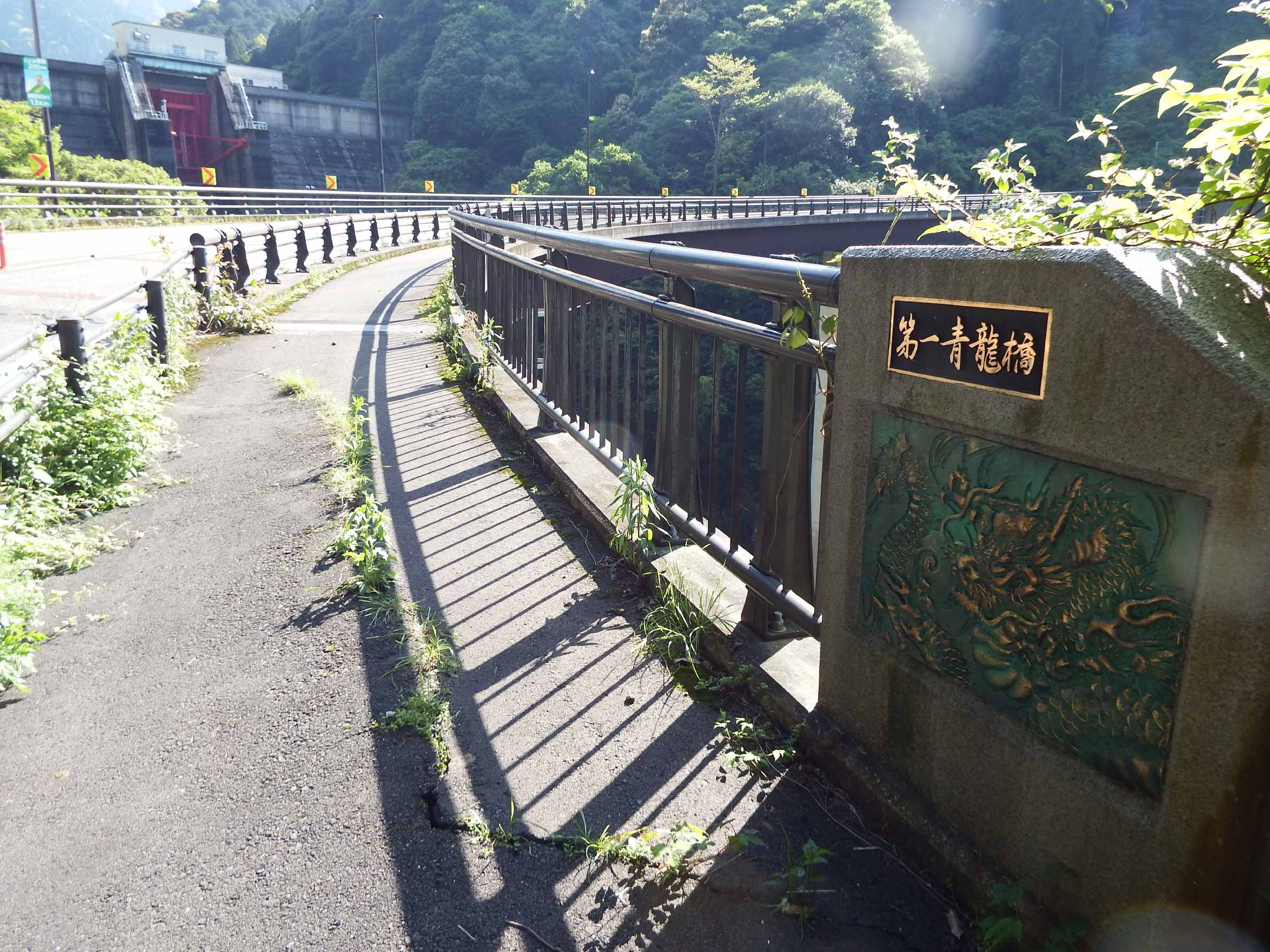
第一青龍橋
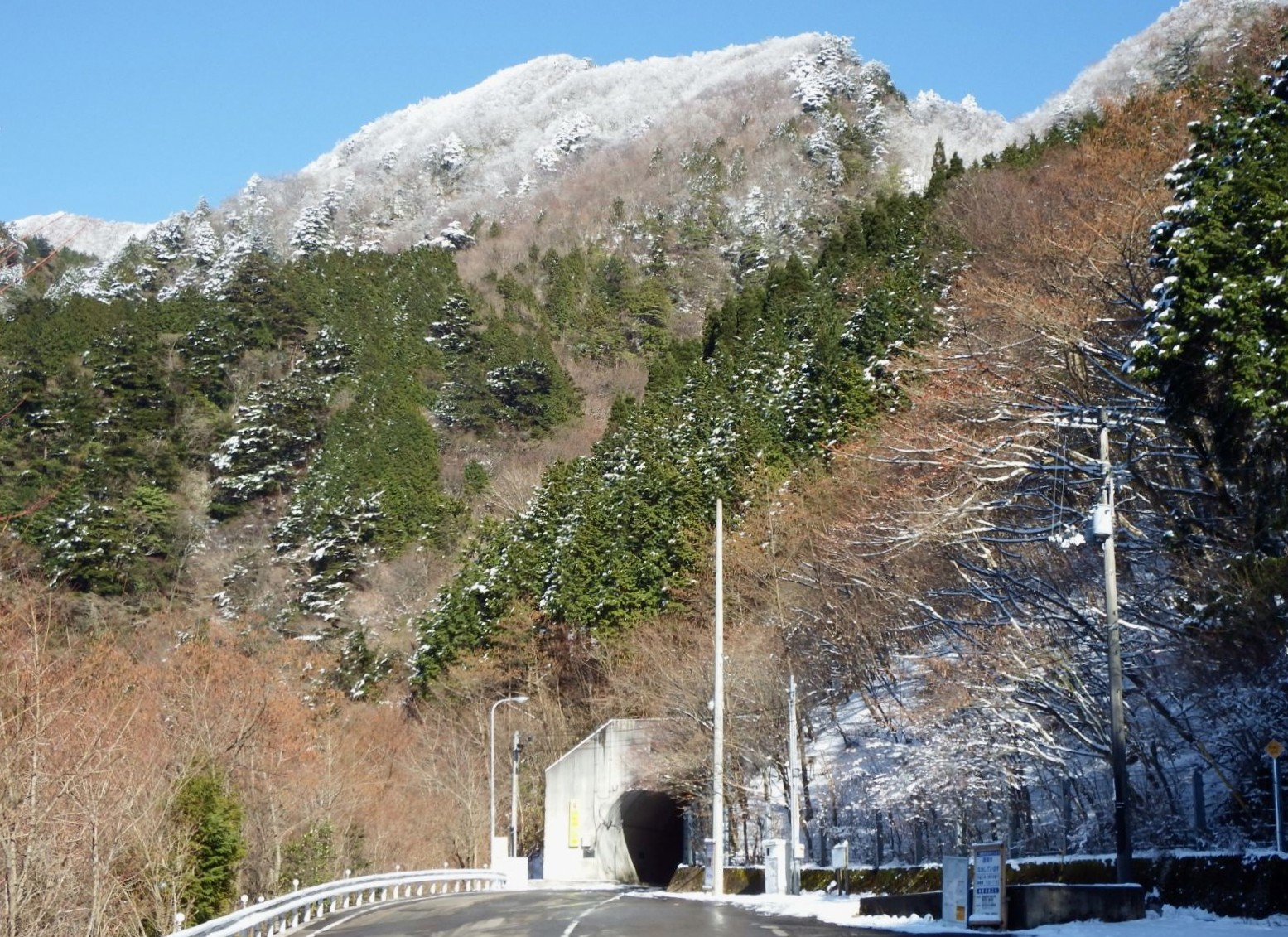
大永山トンネル（北口）

## 地理

### 通過する自治体
- 新居浜市

### 交差する道路
- 国道11号・愛媛県道11号新居浜角野線（新居浜市喜光地町、東城交差点）
- 愛媛県道6号高知伊予三島線（新居浜市別子山）

別線
- 国道11号（新居浜市船木・新居浜IC入口交差点）
- 松山自動車道 新居浜インターチェンジ

### 周辺の施設
- マイントピア別子（新居浜市立川町）
- 別子ライン（新居浜市立川町）
- 鹿森ダム（新居浜市立川町）
- 別子ダム（新居浜市別子山）
- 旧別子（新居浜市別子山）
- 南光院（新居浜市別子山）
- 新居浜市役所別子山支所